# Вінок русинам на обжинки

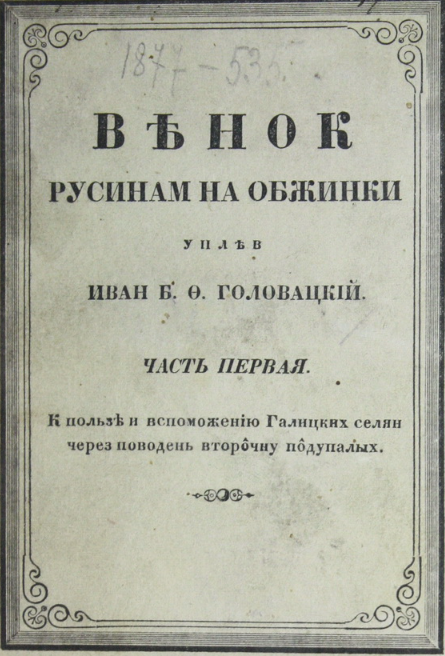
Перша частина альманаху

«Вінок русинам на обжинки» — літературно-науковий альманах, виданий у Відні I. Головацьким за участі Я. Головацького (1846-47, книги 1-2). Основу альманаху склали передруки із «Русалки Дністрової». У книзі 1 поряд із віршами М. Шашкевича, уривками з «Краледвірського рукопису» в його ж перекладі та добіркою сербських народних пісень у перекладі М.Шашкевича і Я.Головацького вміщено історичні статті «Хрещення Русі» А. Добрянського та «Старина литовсько-руського законодавства» I. Даниловича, а також спогад Я. Головацького «Пам'ять Маркіяну Р. Шашкевичу». У книзі 2 поруч з віршами I. Вагилевича та Я. Головацького, М. Устияновича, А. Могильницького, А. Лужецького, Л. Данкевича, К. Скоморовського й добіркою фольклорно-етнографічних матеріалів є також історичні розвідки М. Маркевича «Літочислительний спис державців Малоросії» і Я. Головацького «Велика Хорватія або Галицько-карпатська Русь». Книга 1 витримана в реформаторському дусі «Руської трійці» (гражданський шрифт, фонетичний правопис), натомість книга 2 засвідчила відхід видавця від цієї традиції та спробу догодити прихильникам кирилиці й історико-етимологічного правопису. Незважаючи на цензурне «обкроєння» змісту, альманах відіграв значну роль у культурному житті українців Галичини, донісши до читачів, хоч із запізненням, головні ідеї «Руської трійці».